# Li Qiang
Li Qiang (chiń. 李强; pinyin Lǐ Qiáng; ur. 23 lipca 1959 w Rui’an) – chiński polityk, od 11 marca 2023 premier Chińskiej Republiki Ludowej. W październiku 2022 roku awansował na drugiego co do ważności członka Stałego Komitetu Biura Politycznego Komunistycznej Partii Chin.
W latach 2017–2022 Li pełnił funkcję sekretarza partii w Szanghaju, gdzie realizował politykę sprzyjającą przedsiębiorczości i zajmował się reakcją na pandemię COVID-19.